# NGC 1617
NGC 1617 (również PGC 15405) – galaktyka spiralna z poprzeczką (SBa), znajdująca się w gwiazdozbiorze Złotej Ryby. Odkrył ją James Dunlop 5 listopada 1826 roku.